# Mattias Rönngren
Mattias Rönngren, född 22 november 1993 i Åre, är en svensk alpin skidåkare.

## Biografi
Mattias Rönngren är uppväxt i Åre. Han började åka skidor vid två års ålder och började tävla som tioåring. Efter examen från skidskolan i hemstaden studerade han vid Mittuniversitetet i Östersund. Rönngren tävlade flera gånger i Big Mountain Championships, en friåkningstävling i Riksgränsen, där han nådde en fjärdeplats som bästa resultat.
Rönngren tävlade i sina två första FIS-tävlingar i Tärnaby strax efter sin 15-årsdag. I mars 2012 tävlade han för första gången vid junior-VM i Roccaraso och slutade på 26:e plats i super-G. Vintern därpå gjorde Rönngren sin Europacupdebut i störtloppet i Reiteralm, men dock utan att uppnå något betydande resultat. Vid sitt andra junior-VM i Quebec tävlade han i tre grenar och slutade på 21:a, 23:e och 45:e plats i storslalom, störtlopp och super-G. Efter bra resultat i Australia New Zealand Cup förbättrades Rönngrens Europacupresultat i storslalom avsevärt under säsongen 2014/2015. Hans bästa resultat kom i mars 2015 med en sjätteplats i Jasná.
Den 12 december 2014 gjorde Rönngren världscupdebut i storslalomen i Åre. I februari 2017 tävlade han för första gången i ett världsmästerskap i St Moritz och slutade på 27:e plats i storslalom. Efter pallplatser i Far East Cup korades han för första gången under 2017 till svensk mästare i kombination, vilket följdes upp med ett SM-guld i storslalom 2018. Rönngren tog sina första världscuppoäng i januari 2019 då han slutade på 27:e plats i storslalomen i Adelboden. I december samma år slutade han på sjätteplats i parallellstorslalomen i Alta Badia. Efter ytterligare poängplaceringar föll han i slutet av januari 2020 under ett träningslopp i Fassadalen och drabbades av en knäskada.
I februari 2021 vid VM i Cortina d'Ampezzo var Rönngren en del av Sveriges lag som tog silver i lagtävlingen.

## Meriter

### Världsmästerskapen
- St. Moritz 2017: 27:e plats i storslalom
- Åre 2019: 25:e plats i super-G
- Cortina d’Ampezzo 2021: 2:a plats i lagtävlingen, 16:e plats i parallell

### Världscupen
| Säsong    | Totalt    | Totalt | Storslalom | Storslalom | Kombination | Kombination | Parallell | Parallell |
| Säsong    | Placering | Poäng  | Placering  | Poäng      | Placering   | Poäng       | Placering | Poäng     |
| --------- | --------- | ------ | ---------- | ---------- | ----------- | ----------- | --------- | --------- |
| 2018/2019 | 145.      | 6      | 52.        | 4          | 44.         | 2           | –         | –         |
| 2019/2020 | 93.       | 63     | 37.        | 16         | 37.         | 7           | 14.       | 40        |
| 2020/2021 | 110.      | 26     | 40.        | 18         | –           | –           | 23.       | 8         |

### Junior-VM
- Roccaraso 2012: 26:e plats i super-G
- Québec 2013: 21:e plats i storslalom, 23:e plats i störtlopp, 45:e plats i super-G

### Övriga tävlingar
- Svensk mästare 4 gånger: Storslalom 2018 och 2019, Super-G 2019, Kombination 2017
- Svensk ungdomsmästare 1 gång: Storslalom 2014
- 4 pallplatser i Far East Cup
- 4 pallplatser i Australia New Zealand Cup
- 18 vinster i FIS-tävlingar